# Tour de Feminin - O cenu Ceskeho Svycarska
O '

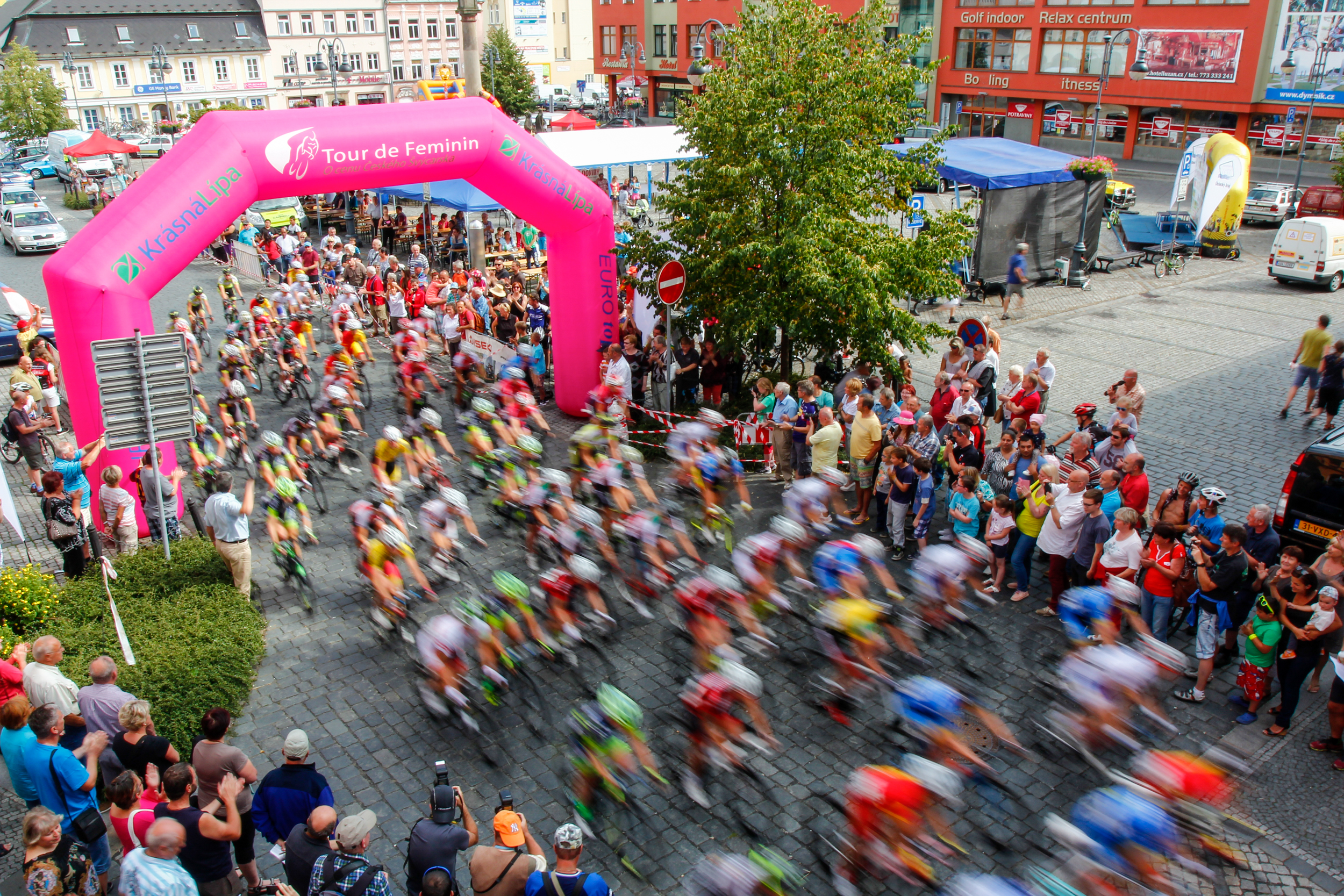
Tour de Feminin em 2015

O Tour de Feminin-O cenu Českého Švýcarska (em Portugês: Volta Feminina-Grande Prêmio Suíça Boémia; também chamado: Tour de Feminin-Krásná Lípa e Bohemian Switzerland Grand Prix)  é uma carreira ciclista feminina checa que se disputa em Krásná Lípa (região da Suíça boémia) e seus arredores, em meados do mês de julho.
Criou-se em 1988 como amador, convertendo-se numa das primeiras carreiras de ciclismo feminino, com o nome de Tour de Feminin-Krásná Lípa, seguindo os passos de outra carreira feminina checa que se criou um ano antes, a Gracia-Orlová. Aos poucos anos começaram a participar corredoras profissionais de primeiro nível de facto em seu palmarés destacam as ciclistas mais importantes do momento.  Em 2004 começou a ser completamente profissional na categoria 2.9.2 (última categoria do profissionalismo) renomeando-se essa categoria em 2005 pela 2.2 mantendo a carreira dito status. Em 2009 mudou o seu nome tradicional pelo de Tour de Feminin-O cenu Českého Švýcarska ainda que conhece-lha indistintamente por qualquer deles.
Sempre tem tido 5 etapas e sempre começa e finaliza em Krásná Lípa com outras etapas com final e começo em dita localidade. Ademais, devido à proximidade da Suíça boémia à fronteira polaca, na maioria de edições a etapa central (a 3.ª) disputou-se na Polónia sendo esta uma contrarrelógio dentre 17,8 km e 21,5 km em Bogatynia
 (Baixa Silésia), ainda que na edição do 2015 esta crono central se disputou na própria Krásná Lípa (14,7 km).

## Palmarés
| Ano                                        | Vencedor                | Segundo                 | Terceiro              |           |
| ------------------------------------------ | ----------------------- | ----------------------- | --------------------- | --------- |
| Tour de Feminin-Krásná Lípa edições amador |                         |                         |                       |           |
| 1988                                       | Radka Kynelova          | Eva Orvošová            | Iveta Sitárová        |           |
| 1989                                       | Radka Kynelova          | Eva Orvošová            | Ildiko Paczova        |           |
| 1990                                       | Eva Orvošová            | Radka Kynelova          | Iveta Sitárová        |           |
| 1991                                       | Ildiko Paczova          | Julie Pekárková         | Jarmila Snahnicanova  |           |
| 1992                                       | Alena Barillová         | Lenka Ilavská           | Šárka Pešková Víchová |           |
| 1993                                       | Sandra Schumacher       | Susanne Plambeck        | Iveta Sitárová        |           |
| 1994                                       | Zinaida Stahurskaya     | Rebecca Bailey          | Hanka Kupfernagel     |           |
| 1995                                       | Lenka Ilavská           | Bogumiła Matusiak       | Judith Arndt          |           |
| 1996                                       | Hanka Kupfernagel       | Kerstin Scheitle        | Miluše Flašková       |           |
| 1997                                       | Hanka Kupfernagel       | Rasa Polikevičiūtė      | Lenka Ilavská         |           |
| 1998                                       | Svetlana Guiguileva     | Lucia Pizzolotto        | Yuliya Murenkaya      |           |
| 1999                                       | Hanka Kupfernagel       | Yuliya Murenkaya        | Sandra Missbach       |           |
| 2000                                       | Hanka Kupfernagel       | Bogumiła Matusiak       | Valentyna Karpenko    |           |
| 2001                                       | Sandra Wampfler         | Bogumiła Matusiak       | Sophie Creux          |           |
| 2002                                       | Bogumiła Matusiak       | Trixi Worrack           | Anita Valen           |           |
| 2003                                       | Valentyna Karpenko      | Lada Kozlíková          | Sarah Düster          |           |
| edições profissionais                      |                         |                         |                       |           |
| 2004                                       | Trixi Worrack           | Chantal Beltman         | Theresa Senff         |           |
| 2005                                       | Tina Liebig             | Bogumiła Matusiak       | Eva Lutz              |           |
| 2006                                       | Theresa Senff           | Lada Kozlíková          | Hanka Kupfernagel     |           |
| 2007                                       | Hanka Kupfernagel       | Andrea Graus            | Edwige Pitel          |           |
| 2008                                       | Angela Hennig           | Trixi Worrack           | Sarah Düster          |           |
| Tour de Feminin-O cenu Českého Švýcarska   |                         |                         |                       |           |
| 2009                                       | Alexandra Burtschenkowa | Edwige Pitel            | Martina Růžičková     |           |
| 2010                                       | Trixi Worrack           | Alexandra Burtschenkowa | Sarah Düster          |           |
| 2011                                       | Amanda Spratt           | Natalja Bojarskaja      | Larissa Pankowa       |           |
| 2012                                       | Larissa Pankowa         | Carla Ryan              | Martina Ritter        |           |
| 2013                                       | Amy Cure                | Emma Pooley             | Martina Ritter        |           |
| 2014                                       | Brianna Walle           | Martina Sáblíková       | Vera Koedooder        |           |
| 2015                                       | Tatiana Antoshina       | Lauren Stephens         | Anna Plichta          |           |
| 2016                                       | Cecilie Uttrup Ludwig   | Anna Plichta            | Natalja Bojarskaja    |           |
| 2017                                       | Ruth Winder             | Tayler Wiles            | Ann-Sophie Duyck      |           |
| 2018                                       | Leah Thomas             | Elizaveta Oshurkova     | Sofie De Vuyst        |           |
| 2019                                       | Vita Heine              | Aurela Nerlo            | Elizaveta Oshurkova   |           |
| 2020                                       | cancelado               | cancelado               | cancelado             | cancelado |
| 2021                                       | Joscelin Lowden         | Morgane Coston          | Corinna Lechner       |           |
| 2022                                       | cancelado               | cancelado               | cancelado             | cancelado |
| 2023                                       | Olha Kulynych           | Dominika Włodarczyk     | Eliška Kvasničková    |           |
| 2024                                       | Julia Kopecký           | Femke de Vries          | Xaydée Van Sinaey     |           |
| 2025                                       |                         |                         |                       |           |

## Palmarés por países
| País           | Vitórias |
| -------------- | -------- |
| Alemanha       | 11       |
| Eslováquia     | 4        |
| Rússia         | 3        |
| Estados Unidos | 3        |
| Chéquia        | 2        |
| Ucrânia        | 2        |
| Austrália      | 2        |
| Bielorrússia   | 1        |
| Suíça          | 1        |
| Polónia        | 1        |
| Dinamarca      | 1        |
| Noruega        | 1        |